# Grand Prix de Fourmies 2018
La 86e édition du Grand Prix de Fourmies a eu lieu le 2 septembre 2018 sur une distance de 205 kilomètres. Elle fait partie du calendrier UCI Europe Tour 2018 en catégorie 1.HC et de la Coupe de France de cyclisme sur route 2018.
La course est remportée au sprint par le cycliste allemand Pascal Ackermann de l'équipe Bora-Hansgrohe. Le Français Arnaud Démare (Groupama-FDJ) et le Colombien Álvaro Hodeg (Quick-Step Floors) complètent le podium.

## Présentation

### Équipes
Vingt-deux équipes ont pris le départ du Grand Prix de Fourmies : sept équipes UCI WorldTeam, douze équipes continentales professionnelles et trois équipes continentales..

## Classement final
| \| Classement général \| Classement général \| Classement général \| Classement général \| Classement général \| \| Coureur \| Coureur \| Pays \| Équipe \| Temps \| \| ------------------ \| ------------------ \| ------------------ \| ------------------------------- \| ------------------ \| \| 1er \| Pascal Ackermann \| Allemagne \| Bora-Hansgrohe \| 4 h 46 min 56 s \| \| 2e \| Arnaud Démare \| France \| Groupama-FDJ \| + 0 s \| \| 3e \| Álvaro Hodeg \| Colombie \| Quick-Step Floors \| + 0 s \| \| 4e \| Leonardo Bonifazio \| Italie \| Nippo-Vini Fantini-Europa Ovini \| + 0 s \| \| 5e \| Christophe Laporte \| France \| Cofidis, Solutions Crédits \| + 0 s \| \| 6e \| Alexander Kristoff \| Norvège \| UAE Team Emirates \| + 0 s \| \| 7e \| Boy van Poppel \| Pays-Bas \| Trek-Segafredo \| + 0 s \| \| 8e \| Hugo Hofstetter \| France \| Cofidis, Solutions Crédits \| + 0 s \| \| 9e \| Riccardo Minali \| Italie \| Astana \| + 0 s \| \| 10e \| Kristian Sbaragli \| Italie \| Israel Cycling Academy \| + 0 s \| \| 11e \| Timothy Dupont \| Belgique \| Wanty-Groupe Gobert \| + 0 s \| \| 12e \| Kevyn Ista \| Belgique \| WB-Aqua Protect-Veranclassic \| + 0 s \| \| 13e \| Davide Gabburo \| Italie \| Amore & Vita-Prodir \| + 0 s \| \| 14e \| Jacopo Guarnieri \| Italie \| Groupama-FDJ \| + 0 s \| \| 15e \| Thomas Boudat \| France \| Direct Énergie \| + 0 s \| |                    |           |                                 |                 |
| |                    |           |                                 |                 |
| Source : ProCyclingStats |                    |           |                                 |                 |
| Classement général |                    |           |                                 |                 |
| Coureur | Coureur            | Pays      | Équipe                          | Temps           |
| 1er | Pascal Ackermann   | Allemagne | Bora-Hansgrohe                  | 4 h 46 min 56 s |
| 2e | Arnaud Démare      | France    | Groupama-FDJ                    | + 0 s           |
| 3e | Álvaro Hodeg       | Colombie  | Quick-Step Floors               | + 0 s           |
| 4e | Leonardo Bonifazio | Italie    | Nippo-Vini Fantini-Europa Ovini | + 0 s           |
| 5e | Christophe Laporte | France    | Cofidis, Solutions Crédits      | + 0 s           |
| 6e | Alexander Kristoff | Norvège   | UAE Team Emirates               | + 0 s           |
| 7e | Boy van Poppel     | Pays-Bas  | Trek-Segafredo                  | + 0 s           |
| 8e | Hugo Hofstetter    | France    | Cofidis, Solutions Crédits      | + 0 s           |
| 9e | Riccardo Minali    | Italie    | Astana                          | + 0 s           |
| 10e | Kristian Sbaragli  | Italie    | Israel Cycling Academy          | + 0 s           |
| 11e | Timothy Dupont     | Belgique  | Wanty-Groupe Gobert             | + 0 s           |
| 12e | Kevyn Ista         | Belgique  | WB-Aqua Protect-Veranclassic    | + 0 s           |
| 13e | Davide Gabburo     | Italie    | Amore & Vita-Prodir             | + 0 s           |
| 14e | Jacopo Guarnieri   | Italie    | Groupama-FDJ                    | + 0 s           |
| 15e | Thomas Boudat      | France    | Direct Énergie                  | + 0 s           |

## Classements UCI
La course attribue aux coureurs le même nombre de points pour l'UCI Europe Tour 2018 et le Classement mondial UCI.
| Position           | 1er | 2e  | 3e  | 4e  | 5e | 6e | 7e | 8e | 9e | 10e | 11e | 12e | 13e | 14e | 15e | 16e à 30e | 31e à 40e |
| Classement général | 200 | 150 | 125 | 100 | 85 | 70 | 60 | 50 | 40 | 35  | 30  | 25  | 20  | 15  | 10  | 5         | 3         |

| 1  | Pascal Ackermann   | Bora-Hansgrohe                  | 200 |
| 2  | Arnaud Démare      | Groupama-FDJ                    | 150 |
| 3  | Álvaro Hodeg       | Quick-Step Floors               | 125 |
| 4  | Leonardo Bonifazio | Nippo-Vini Fantini-Europa Ovini | 100 |
| 5  | Christophe Laporte | Cofidis                         | 85  |
| 6  | Alexander Kristoff | UAE Emirates                    | 70  |
| 7  | Boy van Poppel     | Trek-Segafredo                  | 60  |
| 8  | Hugo Hofstetter    | Cofidis                         | 50  |
| 9  | Riccardo Minali    | Astana                          | 40  |
| 10 | Kristian Sbaragli  | Israel Cycling Academy          | 35  |